# Hisashi Owada
Hisashi Owada (小和田 恆, Owada Hisashi) est un juriste spécialisé en droit international public et diplomate japonais, né le 18 septembre 1932 à Shibata, dans la préfecture de Niigata. Juge de la Cour internationale de justice entre le 6 février 2003 et sa démission le 7 juin 2018, il en est le président entre le 6 février 2009 et le 5 février 2012.
Il est le père de Masako Owada, impératrice consort du Japon et le beau-père de l'empereur Naruhito.

## Éducation
Après avoir obtenu un baccalauréat en arts (B.A.) de l'université de Tokyo en 1955, il poursuit ses études par un baccalauréat en droit (LL.B.) de l'université de Cambridge au Royaume-Uni en 1956.

## Carrière de haut fonctionnaire au service du Japon
Hisashi Owada entre au ministère japonais des Affaires étrangères en 1955, en tant que juriste titularisé à la division des affaires juridiques de 1959 à 1963. Il obtient ensuite son premier poste à l'étranger en tant que Premier secrétaire de la mission permanente du Japon auprès de l’Organisation des Nations unies de 1968 à 1971. Remarqué par l'homme politique Takeo Fukuda, il devient son secrétaire particulier lorsque celui-ci occupe les fonctions de ministre des Affaires étrangères de 1971 à 1972 puis de Premier ministre de 1976 à 1978. Persuadé que le Japon a un rôle à jouer sur la scène internationale en tant que puissance pacifique, en s'appuyant surtout sur la coopération régionale, il est considéré comme l'un des inspirateurs du discours de Manille d'août 1977 dans lequel le chef du gouvernement japonais énonce une série de principes qui, sous le nom de « doctrine Fukuda », servent encore aujourd'hui de fondement à la politique diplomatique de l'archipel nippon. Elle comprend notamment le renoncement du Japon à devenir une puissance militaire ainsi que la nécessité pour le pays de traiter de manière positive avec les États de l'ASEAN (et plus généralement de la région Asie-Pacifique) qui doivent être considérés sur un pied d'égalité et de jouer un rôle de modérateur et de pacificateur pour le règlement des conflits régionaux ou sub-régionaux, sur la base d'une « compréhension mutuelle » et du multilatéralisme. Pour Owada, cette doctrine est « une tentative sérieuse de définir le rôle futur du Japon dans le respect de cette partie du monde, et par extension, du reste du monde, non pas dans le sens d'une philosophie abstraite, mais dans le sens d'une direction politique spécifique que le Japon doit suivre ».
Entre ses deux passages au cabinet de Takeo Fukuda, il retrouve des fonctions administratives au sein du ministère des Affaires étrangères, comme directeur de la Division des Affaires politiques des Nations unies de 1972 à 1974 et de celle des Traités de 1974 à 1976. Après la chute du gouvernement de Takeo Fukuda, il renoue avec sa carrière à l'étranger pour devenir Ministre plénipotentiaire du Japon à Washington de 1979 à 1981, puis à Moscou de 1981 à 1984. Ensuite, après un passage à Tokyo au poste de Directeur général du bureau des traités (comme conseiller juridique principal) du ministère de 1984 à 1987, il est titularisé ambassadeur pour devenir le représentant permanent du Japon auprès de l'OCDE à Paris de 1988 à 1989 et finalement auprès de l’Organisation des Nations unies à New York de 1994 à 1998. À ce poste, il milite fermement pour l'obtention d'un siège permanent au Conseil de sécurité pour le Japon, et compte obtenir le soutien de ses partenaires asiatiques. Il déclare ainsi : « Il est important que mon pays soit dorénavant reconnu comme un partenaire à part entière au sein de la communauté internationale. Nous sommes pleinement conscients du rôle bénéfique que nous pouvons être amenés à y jouer. Tokyo ne peut plus rester passive, et se borner à observer ce qui se passe aux Nations unies. Nous comptons sur nos partenaires asiatiques », espérant récolter les fruits de relations plutôt positives quoique toujours méfiantes entretenues avec la république populaire de Chine à la fin des années 1990.
Il obtient également une position gouvernementale, quoique n'étant pas membre du Cabinet du Japon, de 1989 à 1993 en tant que ministre-adjoint du ministre des Affaires étrangères Tarō Nakayama dans les deux gouvernements de Toshiki Kaifu d'août 1989 à novembre 1991, puis vice-ministre auprès du successeur de Nakayama, Michio Watanabe, dans le ministère de Kiichi Miyazawa de novembre 1991 à août 1993. Il participe alors activement aux négociations pour le rétablissement de la paix civile au Cambodge et est désigné directement pour traiter en avril 1991 avec le Premier ministre cambodgien du régime de Heng Samrin (condamné par le Japon), Hun Sen, à l'occasion d'une visite de ce dernier sur le sol japonais pour des raisons de santé, et le convaincre de ne plus se méfier des propositions de la communauté internationale et de la Conférence internationale de Paris sur le Cambodge (PICC), de la nécessité d'appliquer les dispositions de la Convention pour la prévention et la répression du crime de génocide de 1951 afin de juger les crimes commis par le régime des Khmers rouges, d'organiser des élections plurielles démocratiques et d'accepter le prince Norodom Sihanouk, son rival, comme président du Conseil national suprême et donc de l'exécutif transitoire. D'un autre côté, Hun Sen demande des garanties afin que le processus de paix n'aboutisse pas au retour au pouvoir de Pol Pot, l'introduction dans le traité de clauses permettant de se prémunir contre la résurgence d'actes de génocide et l'obtention pour lui du poste de vice-président du Conseil national suprême. Si ces discussions s'achèvent sans aboutir à rien de concret, la diplomatie japonaise l'interprète comme un pas effectué vers la paix qui aboutit avec le traité signé le 23 octobre 1991 à Paris, actant la réconciliation entre Hun Sen et Norodom Sihanouk et l'envoi de la Mission préparatoire des Nations unies au Cambodge (MIPREMUC) puis de l'Autorité provisoire des Nations unies au Cambodge (APRONUC, à laquelle les Forces japonaises d'autodéfense participent, marquant la première participation stratégique du Japon à l'extérieur de son territoire depuis 1945).

## Carrière internationale
Parallèlement, par le biais de ses nombreuses affectations au ministères des Affaires étrangères, Hisashi Owada poursuit une carrière internationale en participant à de nombreuses conférences et discussions sur la scène mondiale.
Dès 1960, il est membre de la délégation japonaise à la deuxième conférence des Nations unies sur le droit de la mer. Plus tard, en tant que membre de la mission permanente de son pays auprès de l'ONU, il est représentant suppléant du Japon à la conférence des Nations unies sur le droit des traités en 1968 et 1969, chef de la délégation japonaise au Comité des utilisations pacifiques du fond des mers et des océans de 1968 à 1972, au sous‑comité juridique du comité des utilisations pacifiques de l’espace extra‑atmosphérique et au comité spécial des Nations unies sur les relations amicales de 1968 à 1970. Au terme de ce dernier, il en est élu président du comité de rédaction de ses conclusions. Membre de la délégation japonaise de l'Assemblée générale des Nations unies de la 23e à la 25e session de 1968 à 1970, il est rapporteur de sa Sixième Commission (celle des questions juridiques) lors de la 25e session en 1970.
Par la suite, figure de proue de la diplomatie nippone, il représente à nouveau le Japon à l'Assemblée générale des Nations unies et autres conventions internationales à de nombreuses reprises. Il est:
- 1972-1973 : Représentant suppléant du Japon à l’Assemblée générale des Nations unies (27e et 28e sessions),
- 1973-1982 : Représentant suppléant du Japon à la troisième conférence des Nations unies sur le droit de la mer qui aboutit à la signature de la convention de Montego Bay en 1982,
- 1994-1998 : Représentant du Japon à l’Assemblée générale des Nations unies (de la 49e à la 53e session),
- 1995 : Représentant du Japon au Sommet mondial pour le développement social à Copenhague,
- 1995 : Représentant du Japon à la IVe Conférence mondiale sur les femmes à Pékin,
- 1995-1997 : Représentant du Japon à la Conférence au sommet des chefs d’État et de gouvernement de l'Organisation de l’unité africaine (de la 31e à la 33e session);
- 1996 : Représentant du Japon à l’Assemblée générale de l’Organisation des États américains
- 1997-1998 : Représentant du Japon au Conseil de sécurité des Nations unies, il en assure la présidence en janvier 1997 et en avril 1998,
- 1997-1998 : Représentant du Japon à la réunion ministérielle puis au sommet de 1998 du Mouvement des non-alignés,
- 1998 : Chef de la délégation japonaise à la Conférence diplomatique des plénipotentiaires des Nations unies sur la création d’une Cour pénale internationale.

Son implication sur la scène internationale lui donne un statut d'expert et favorise sa nomination en tant que président de l’Institut japonais des affaires internationales, poste qu'il occupe de 1999 à 2003. Dans le même temps, il est conseiller spécial de tous les ministres japonais des Affaires étrangères successifs Masahiko Kōmura (janvier-octobre 1999), Yōhei Kōno (octobre 1999-avril 2001), Makiko Tanaka (avril 2001-janvier 2002) et Yoriko Kawaguchi (janvier 2002-février 2003). Il est également conseiller principal du président de la Banque mondiale James Wolfensohn de 1999 à 2000.
Membre de la Cour permanente d'arbitrage depuis 2001, il est élu juge de la Cour internationale de justice de La Haye le 6 février 2003 pour un mandat de neuf ans, il en devient le président pour trois ans à partir du 6 février 2009.

## Carrière académique
Juriste reconnu, Hisashi Owada s'impose dans les institutions les plus prestigieuses grâce à sa réputation internationale. Il est notamment:
- Professeur invité de droit international à la Faculté de droit de Harvard (1979‑1981, 1987, 1989, 2000‑2002)
- Professeur associé de droit international à l'université de Tokyo (1963‑1965, 1971‑1976, 1984‑1988)
- Professeur invité de droit international à la chaire Inge Rennert de la faculté de droit de l’université de New York (1994‑1998)
- Professeur associé de droit international à la faculté de droit de Columbia (1994‑1998)
- Professeur à l’Académie de droit international de La Haye (1999)
- Professeur de droit international, faculté de droit de l’université de New York (Global Law School) depuis 1999
- Professeur de droit international a la faculté de droit de l’université Waseda (2000‑2003)
- Professeur invité à Trinity College de l'université de Cambridge en 2002
- Professeur honoraire de l’université de Leyde depuis 2006

Titulaire d'un Philosophiæ doctor (Ph.D.) honoris causa de l'université Keiwa (Japon) en 2000 et de doctorats en droit (LL.D.), également honoris causa, de l'université hindoue de Bénarès (Inde) en 2001 et de l'université Waseda (Japon) en 2004, il est l'auteur de nombreuses publications sur le droit international et les organisations internationales.

## Vie privée et famille

### Famille
Il a épousé en 1962 Yumiko Egashira (江頭 優美子, Egashira Yumiko, née le 30 janvier 1938), fille du dirigeant de la compagnie chimique Chisso Yutaka Egashira (江頭 豊, Egashira Yutaka) et cousine germaine du célèbre critique littéraire Jun Etō. Yumiko Owada est membre du Comité japonais de l'Unicef. Il a avec elle trois filles.
Sa fille aînée, Masako Owada (née le 9 décembre 1963), elle-même diplomate de formation, a épousé le 9 juin 1993 le Prince héritier du Japon Naruhito. À ce titre, elle intègre la famille impériale avec le titre de Son Altesse impériale la princesse héritière consort Masako (雅子 皇太子妃 殿下, Masako kōtaishihi denka) et devient impératrice consort le 1er mai 2019.
Ses deux dernières filles sont des jumelles, prénommées Setsuko (節子, son nom actuel est 渋谷 節子, Shibuya Setsuko, depuis son mariage en mai 1999 avec le docteur en médecine Kenji Shibuya, 渋谷 健司, Shibuya Kenji, elle est anthropologue culturelle, traductrice et ancienne responsable des ventes à l'étranger du constructeur automobile Honda) et Reiko (礼子, son nom actuel est 池田 礼子, Ikeda Reiko, depuis son mariage en octobre 2000 avec l'avocat basé à New York Masahisa Ikeda, 池田 祐久, Ikeda Masahisa, elle a travaillé au sein du bureau du représentant spécial du Secrétaire général des Nations unies pour les Enfants et les Conflits armés), nées le 8 juillet 1966.

## Distinctions et affiliations
Hisashi Owada est membre de l’Institut de droit international, membre honoraire de l’American Society of International Law (depuis 2006), membre émérite de la Société japonaise de droit international et membre du conseil exécutif de l’Association de droit international. Il est membre du conseil d'administration de la Nuclear Threat Initiative (créée en 2001 et dont le but est d'aider à lutter contre la prolifération des armes NBC) et de la Fondation des Nations unies (qui gère depuis 1998 un don d'un milliard de dollars américains visant à soutenir l'ONU dans ses causes et ses activités), deux organisations caritatives fondées par le magnat des médias et philanthrope américain Ted Turner.
Au cours de sa carrière, il reçoit plusieurs distinctions dont un prix humanitaire étudiant de droit international de l'université de Cambridge pour l'année 1958-1959. Il est nommé au premier grade de l'ordre d’Al‑Istiqlal du royaume hachémite de Jordanie en 1990, ainsi qu'officier de l'ordre national de la Légion d'honneur française en 1992 et croix de l'ordre du Mérite de la République fédérale d'Allemagne en 1994.